# Blekblomsbjörnbär
Blekblomsbjörnbär (Rubus pallidus) är en rosväxtart som beskrevs av Carl Ernst August Weihe och Nees. Blekblomsbjörnbär ingår i släktet rubusar, och familjen rosväxter. Inga underarter finns listade i Catalogue of Life.